# Râul Strei
Râul Strei este un curs de apă, afluent al râului Mureș. Cursul superior al râului Strei, amonte de Baru, mai este cunoscut sub denumirea de Râul Petros. Se formează la confluența dintre brațele Pârâul Cald și Pârâul Rovinei.

## Hărți
- Harta județului Hunedoara
- Harta Munții Șureanu  Arhivat în 11 mai 2012, la Wayback Machine.